# Đuro Stipanović
Đuro Stipanović (Podbrdo, 4. listopada 1937.) je srpski književnik iz Republike Srpske.

## Životopis
Rođen je 4. listopada 1937. godine u Podbrdu kod Mrkonjić Grada, Kraljevina Jugoslavija. U Novome Sadu je završio školu učenika u privredi (građevinski smjer). Radni vijek je proveo u rodnom gradu. Radio je u građevinskom poduzeću „Gradnja“ kao poslovođa, a potom kao službenik Skupštine općine Mrkonjić Grad. Osim toga, čitavoga života se bavio i pisanjem.
Napisao je oko 25.000 pjesama i objavio 80 knjiga poezije i proze, uglavnom dječje književnosti. Njegove pjesme su zastupljene u Antologiji suvremene bosanskohercegovačke poezije za djecu „Nezavršena priča“ i u Antologiji poezije, slikarstva i kiparstva Srbije, Crne Gore i Republike Srpske „Pastir traži dno neba“. U Mrkonjić Gradu je u prosincu 2007. godine predstavljena knjiga pjesama, priča, aforizama i epigrama pod naslovom „Uz (ne)zatvoreni krug vremena“, u kojoj je Stipanović objedinio pjesme i prozne radove ukupno 43 autora s područja ove općine. Dobitnik je književne nagrade Stanko Rakita za knjigu „Ko će da nas sad povede za ručice, naš djede,“ a nagradu mu je dodijelilo Udruženje književnika Srpske za najbolju dječju knjigu u 2008. godini.